# Pomnik Bohaterów Getta w Warszawie
Pomnik Bohaterów Getta – pomnik na warszawskim Muranowie upamiętniający mieszkańców getta warszawskiego, wzniesiony w pobliżu miejsca pierwszych walk bojowców żydowskich z hitlerowcami w czasie powstania w getcie warszawskim w kwietniu 1943. 

## Historia miejsca

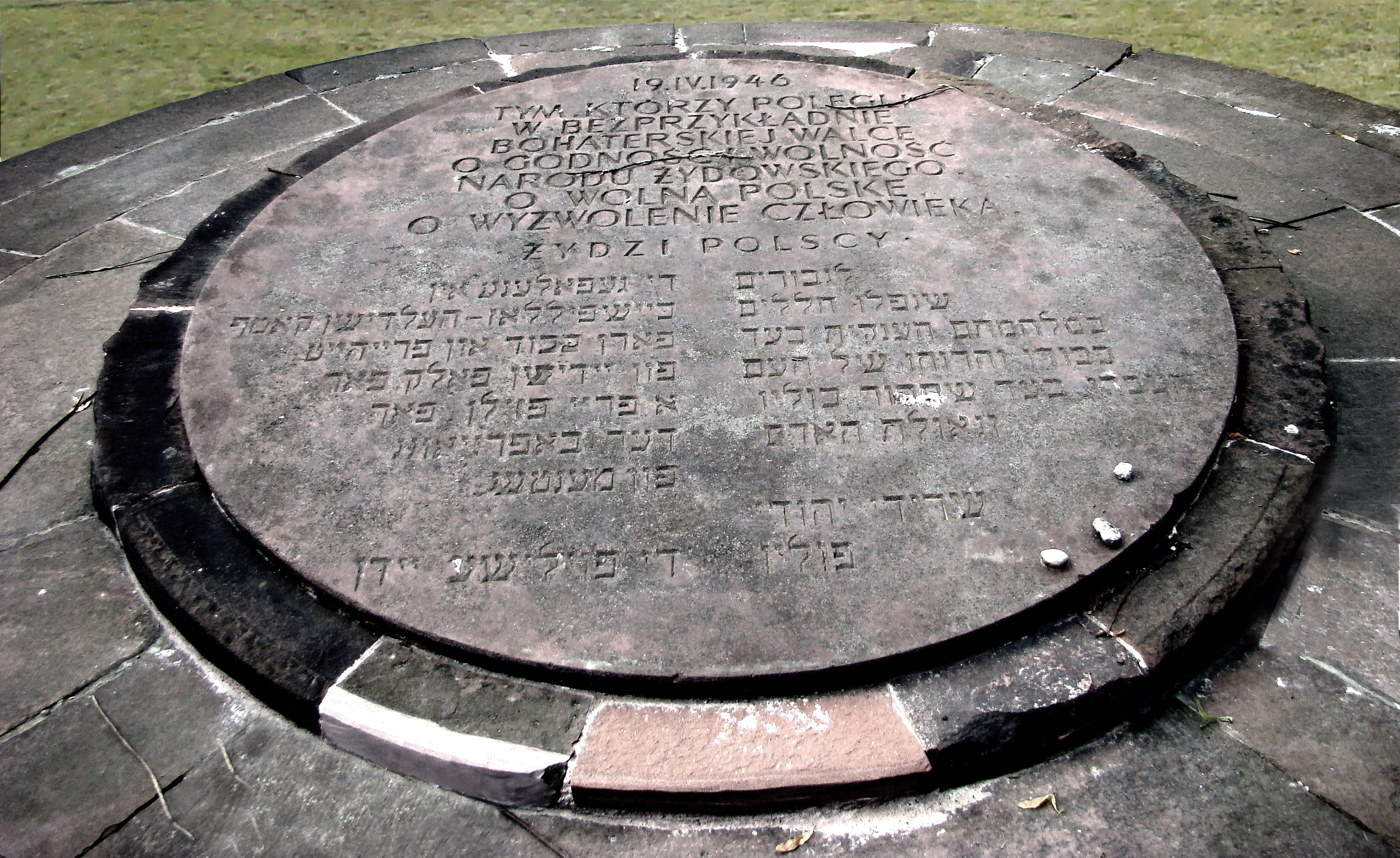
Pierwsza płyta pamiątkowa z 1946 roku

W latach 1784–1792 po zachodniej stronie placu przed pomnikiem, w miejscu, w którym obecnie znajduje się gmach Muzeum Historii Żydów Polskich, wzniesiono zabudowania Koszar Artylerii Koronnej (nazwane później Koszarami Wołyńskimi). Od 1918 do czasów II wojny światowej mieściło się tam więzienie wojskowe. 
Od sierpnia 1942 do końca funkcjonowania getta w budynku dawnych Koszar przy ul. Zamenhofa 19 swoją drugą i ostatnią siedzibę miał warszawski Judenrat. Po wojnie znajdowały się tutaj symboliczne groby bojowników getta.

## Pierwszy pomnik

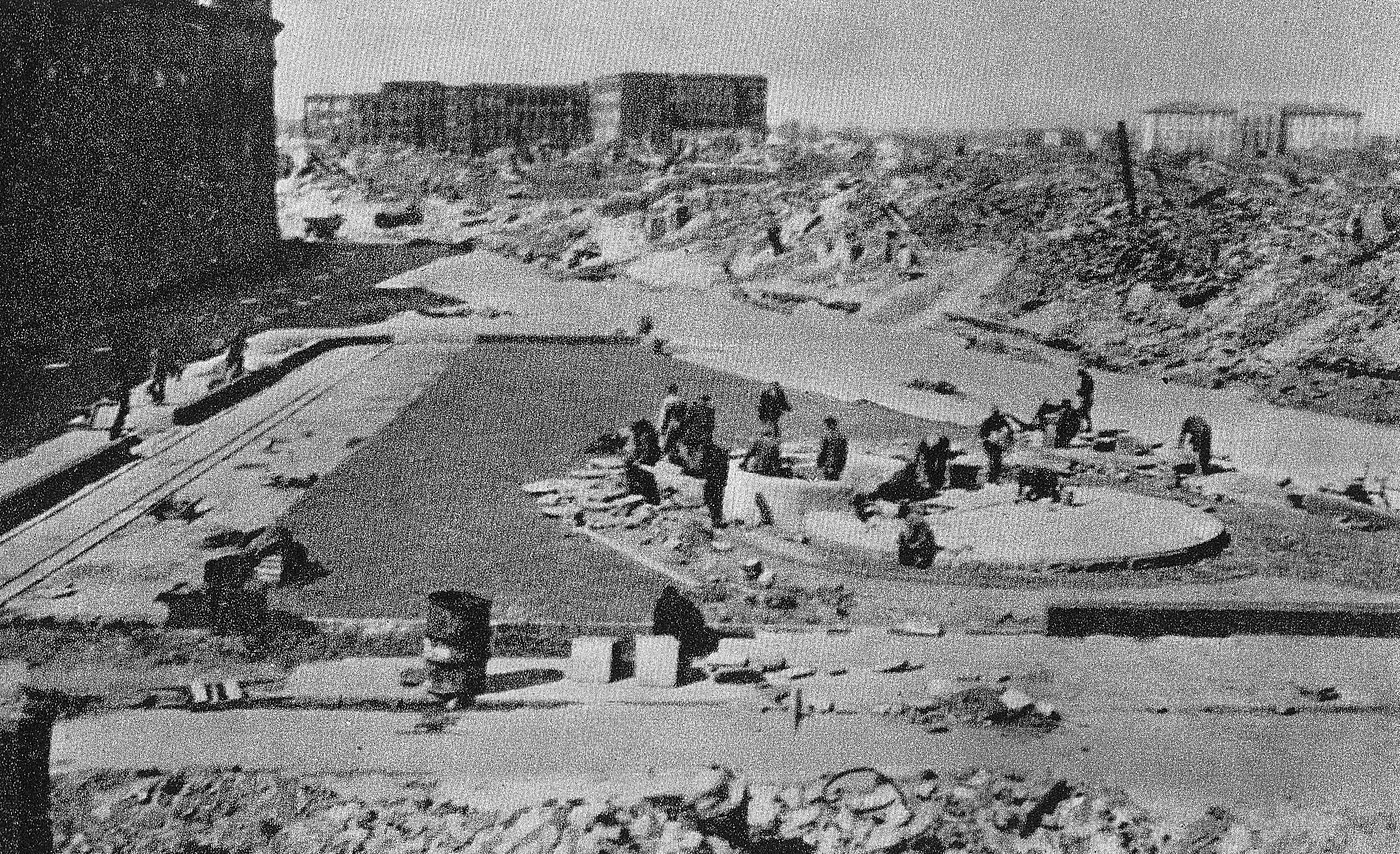
Budowa pierwszego pomnika, po lewej widoczny gmach dawnych Koszar Wołyńskich (1946)

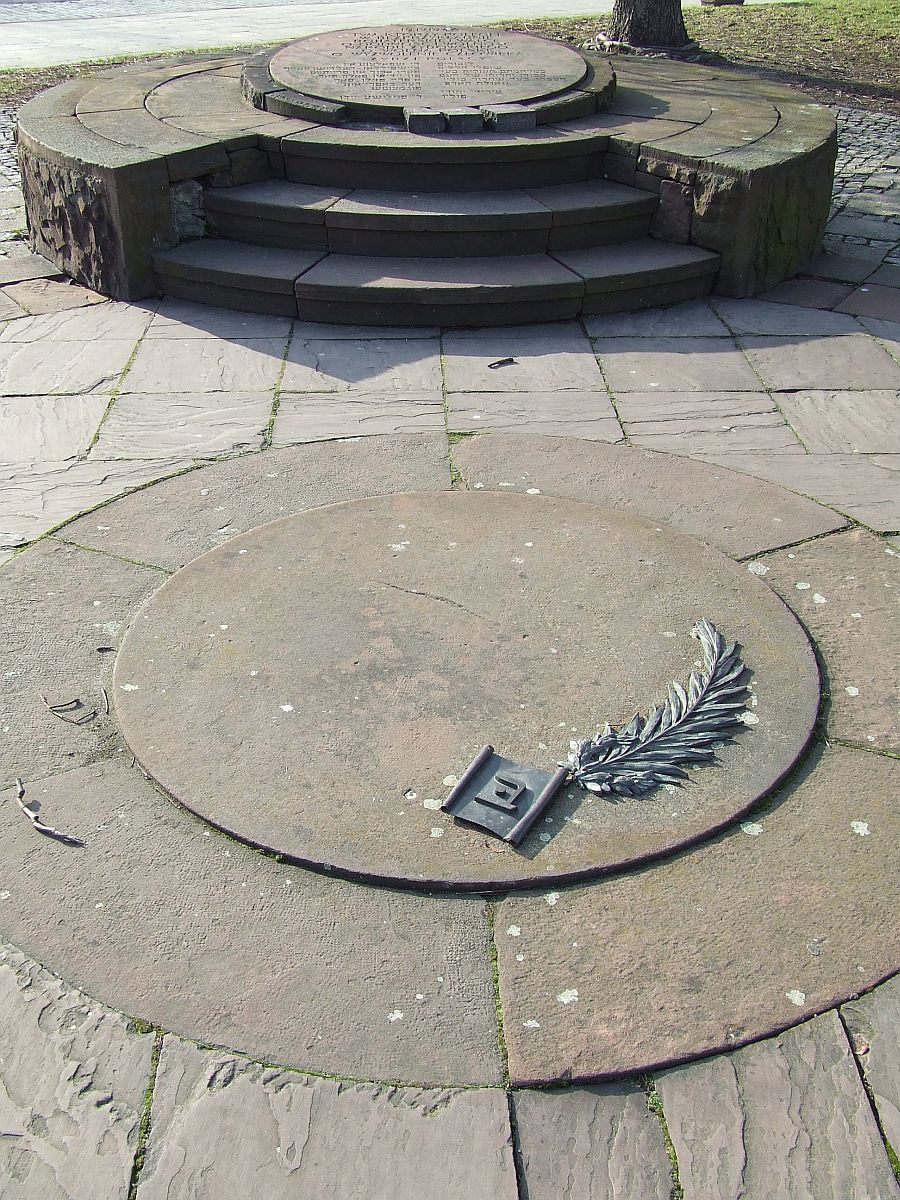
Pierwszy pomnik z 1946, widoczny liść palmowy oraz litera „bet”

Decyzję o budowie pierwszego, skromnego upamiętnienia powstania w warszawskim getcie podjął Centralny Komitet Żydów w Polsce, mający wówczas swoją siedzibę w Lublinie. W 1946 zwrócono się do Leona Suzina z prośbą o wykonanie projektu architektonicznego. Monument został odsłonięty 16 kwietnia 1946.
Pomnik składa się z dwóch części. Pierwsza z nich to okrągła tablica z napisem w językach polskim, hebrajskim i jidysz: „Tym, którzy polegli w bezprzykładnej bohaterskiej walce o Godność i Wolność narodu żydowskiego, o Wolną Polskę, o wyzwolenie człowieka – Żydzi Polscy”. Tablicę otacza kamienne obrzeże z czerwonego piaskowca. Kolor kamienia i wysypane wokół fragmenty cegieł symbolizują krew przelaną w walce. 
Niższa część pomnika to płyta w kształcie koła, na której został umieszczony odlany  z metalu liść palmowy – symbol męczeństwa – oraz hebrajska litera „bet” czyli „B”. Litera „B” pochodzi od słowa berejszys lub brejszes  w języku jidysz, a bereszit w języku hebrajskim. Jest to pierwsze słowo Księgi Rodzaju − pierwszej i najważniejszej księgi Tory, o wielkim znaczeniu dla teologii judaistycznej. Kształt obydwu części symbolizuje włazy do kanałów, które były wykorzystywane przez żydowskich bojowców w czasie powstania w getcie.
W tym samym roku podjęto decyzję o budowie w pobliżu drugiego, większego pomnika.

## Drugi pomnik

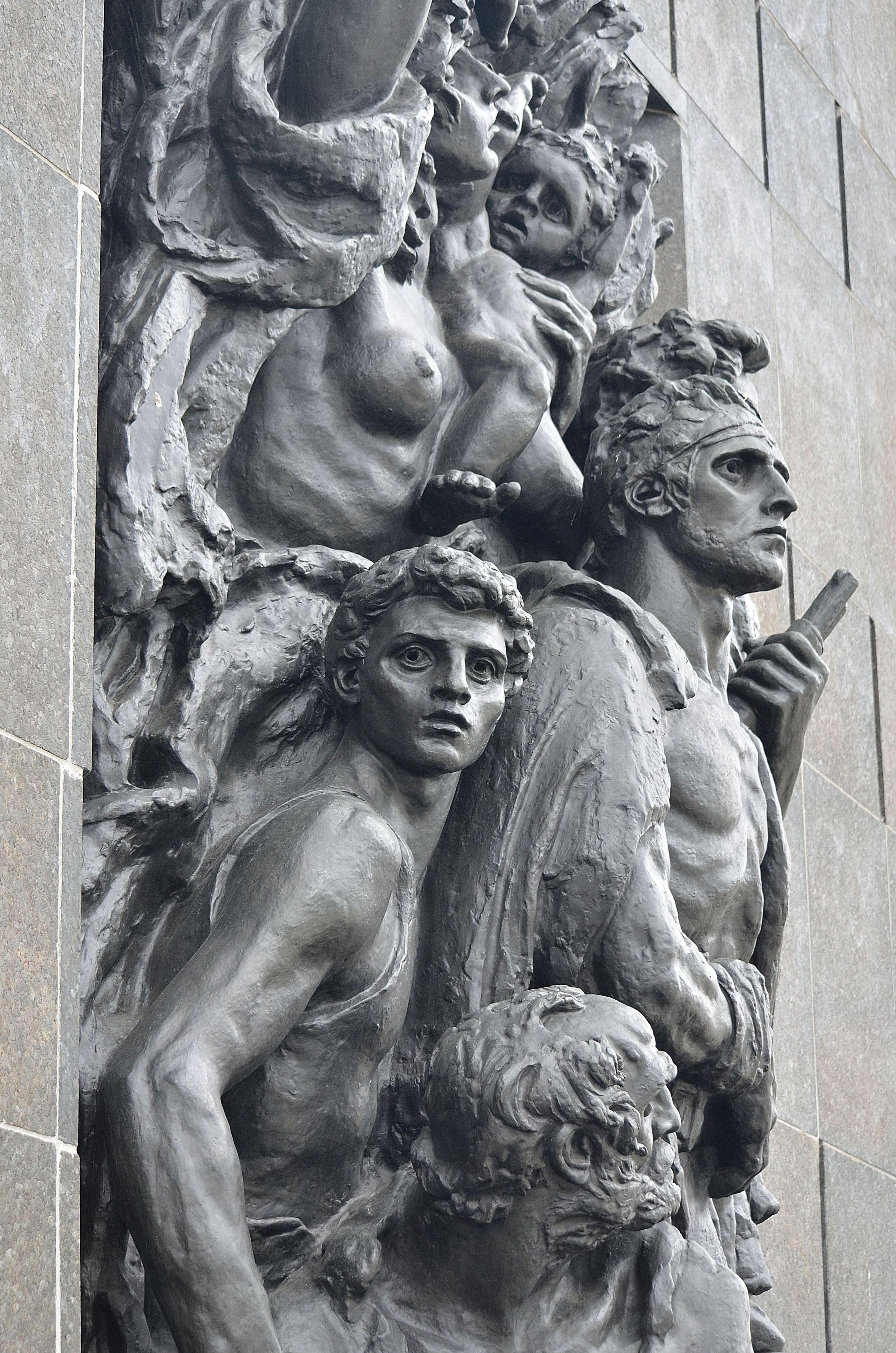
Fragment płaskorzeźby Walka

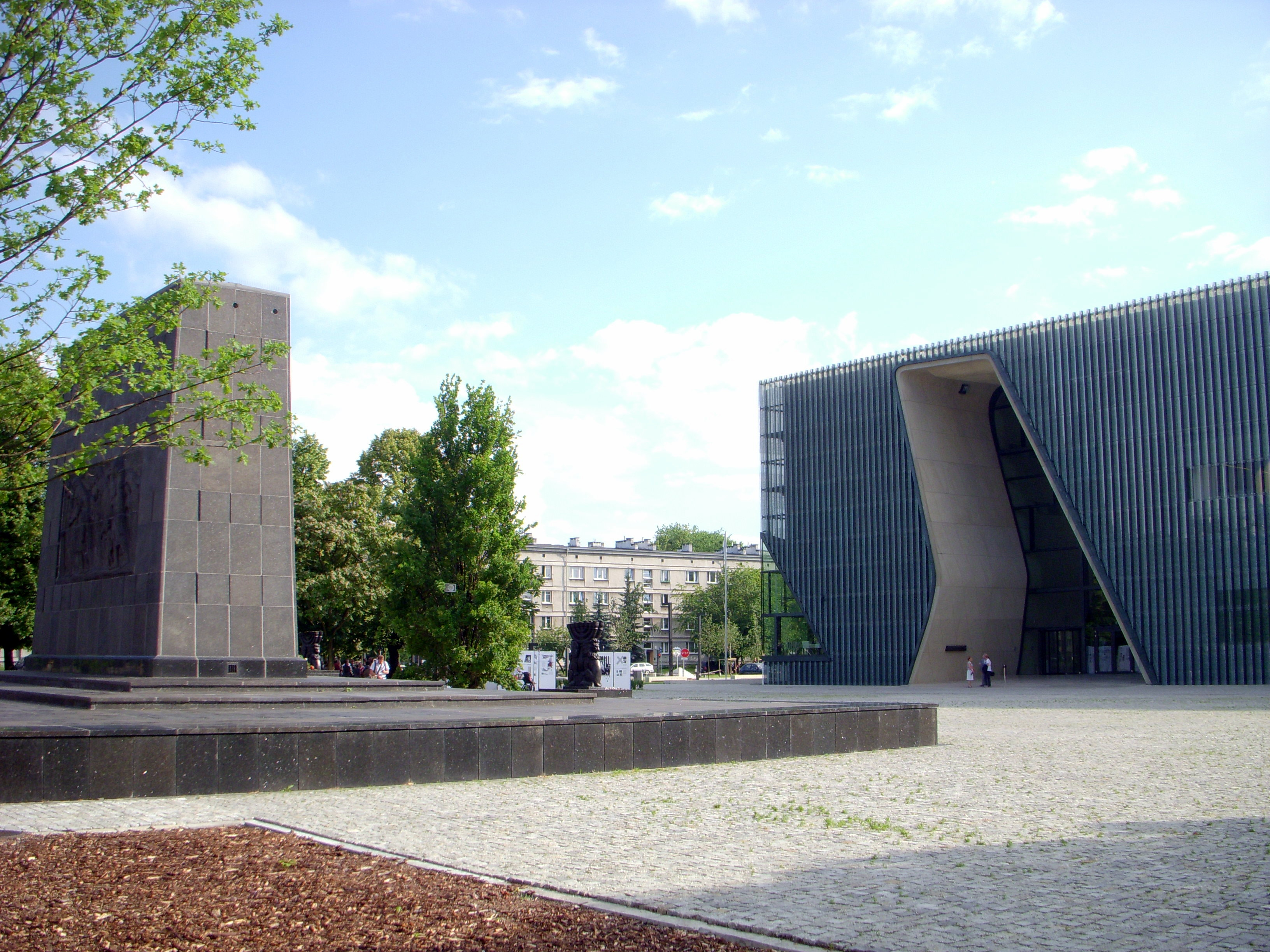
Pomnik i główne wejście do Muzeum Historii Żydów Polskich

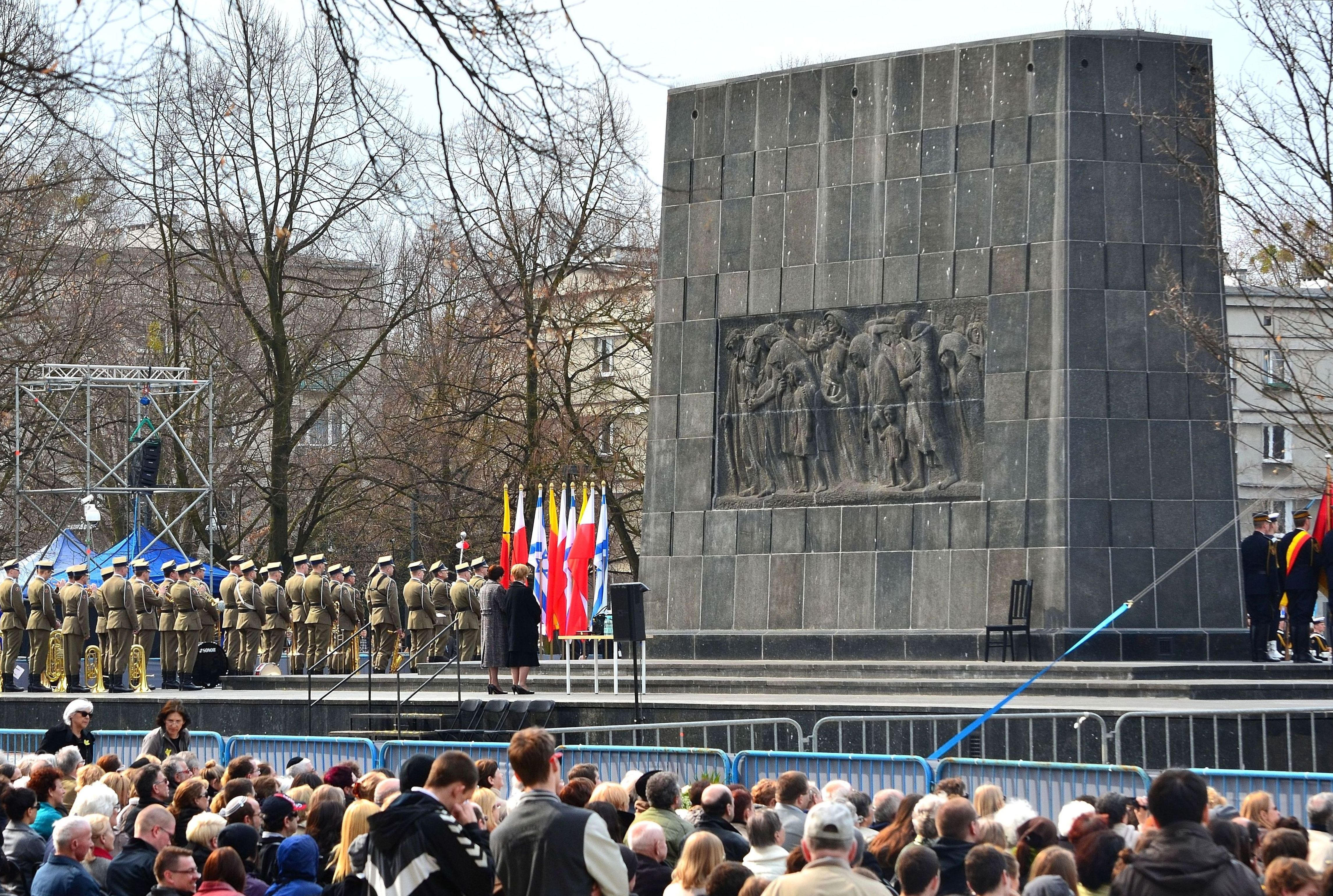
Ściana wschodnia monumentu z reliefem Pochód na zagładę

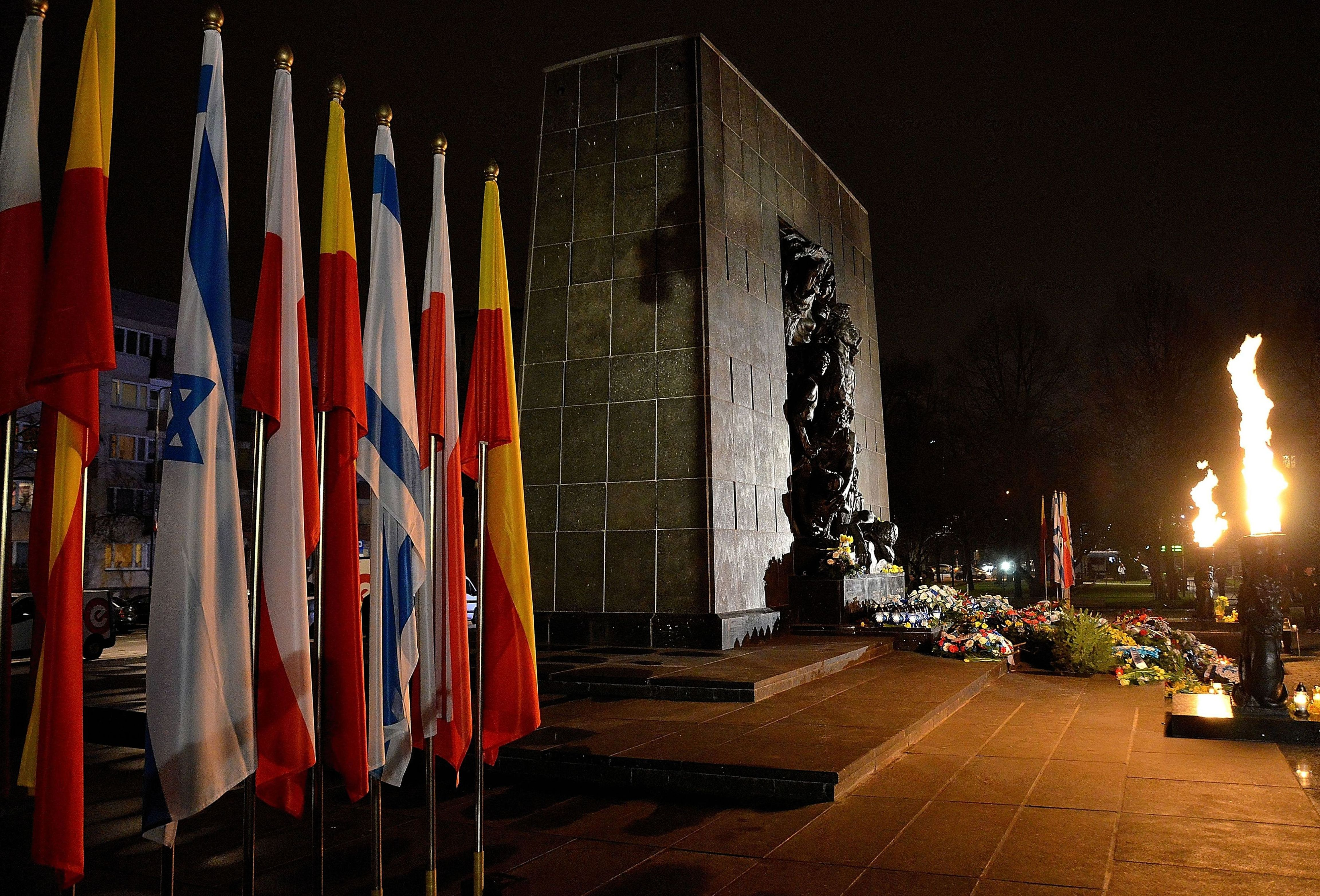
Menory–znicze płonące przed pomnikiem 19 kwietnia 2013

W lipcu 1946 utworzono Komisję Budowy Pomnika, w skład której weszli: Adolf Berman, Icchak Cukierman i Bernard Falk. Wykonanie projektu zlecono rzeźbiarzowi Natanowi Rapaportowi. Prace rozpoczęto w 1947. Budowę prowadziła firma budowlana Mariana Pliszczyńskiego. Firma „inż J. Fedorowicz” wykonała prace kamieniarskie, a odlewem rzeźby zajęła się paryska gisernia Eugene Didiera. Autorem oprawy architektonicznej pomnika był Leon Suzin.
Odsłonięcie monumentu nastąpiło 19 kwietnia 1948, w piątą rocznicę wybuchu powstania w getcie warszawskim. Pomnik wzniesiono ze składek organizacji żydowskich.
Monument w swojej ogólnej kompozycji nawiązuje do formy muru getta warszawskiego, Ściany Płaczu w Jerozolimie oraz do ściany komunardów na cmentarzu Père-Lachaise w Paryżu. Ma formę trapezoidalnego kamiennego bloku o wysokości ok. 11 metrów. Centralną część pomnika stanowi umieszczona od strony zachodniej płaskorzeźba z  brązu o wymiarach 5,4 x 2,5 m, która przedstawia grupę żydowskich bojowców. Płaskorzeźba nosi tytuł Walka i symbolizuje bohaterski zryw w kwietniu 1943. Powstańcy w pełnych ekspresji pozach trzymają w dłoniach butelki z benzyną, pistolety i granaty. Młoda kobieta trzyma na ręku dziecko. Grupę otaczają płomienie symbolizujące podpalone przez Niemców getto.
Druga płaskorzeźba, umieszczona od strony wschodniej, została wykonana z kamienia. Przedstawia cierpienia i męczeństwo żydowskich kobiet, dzieci i starców pędzonych na śmierć. Płaskorzeźba nosi tytuł Pochód na zagładę. W jej prawym górnym narożu widoczne są charakterystyczne niemieckie hełmy, wskazujące sprawców zbrodni. 
Kamienną płytę przed pomnikiem zdobią dwie siedmioramienne menory wykonane z brązu, pełniące jednocześnie funkcję zniczy zapalanych w czasie uroczystości rocznicowych. Na pomniku pod płaskorzeźbą na płycie z czarnego marmuru widnieje napis w języku polskim, jidysz i hebrajskim: „Naród żydowski swym bojownikom i męczennikom”. 
Pomnik został wykonany z szarego bazaltu skandynawskiego, pochodzącego z okolic Hunnebostrand w Szwecji (według innych źródeł był to labradoryt lub granit). Kamień zamówił minister gospodarki III Rzeszy Albert Speer w 1942, jako materiał do budowy pomników zwycięstwa Adolfa Hitlera. Po wojnie zamówiony przez Niemców bazalt został odkupiony przez szwedzkie organizacje żydowskie.
Praca Natana Rapaporta uzyskała wysoką ocenę wśród znawców sztuki, którzy uznali ją za jeden z najciekawszych monumentów wzniesionych w powojennej Europie.
7 grudnia 1970 w trakcie swojej oficjalnej wizyty w Polsce kanclerz Niemiec Willy Brandt niespodziewanie ukląkł na schodach pomnika po złożeniu wieńca, co zinterpretowano jako żal za zbrodnie popełnione przez naród niemiecki na narodzie żydowskim. Historyczny gest Brandta upamiętnia jego pomnik, odsłonięty w 2000 na skwerze Willy’ego Brandta u zbiegu ulic Karmelickiej i Lewartowskiego.
18 czerwca 1983 w czasie swojej drugiej podróży do Polski pod pomnikiem Bohaterów Getta hołd ofiarom Zagłady oddał Jan Paweł II. 9 października 2009 odbyły się tutaj uroczystości pogrzebowe Marka Edelmana.
W latach 2011–2012 pomnik został poddany remontowi konserwatorskiemu. 
W 2013 zakończyła się budowa gmachu Muzeum Historii Żydów Polskich zlokalizowanego po zachodniej stronie monumentu.
W 2019 Rada m.st. Warszawy nadała placowi wokół pomnika, między ulicą Ludwika Zamenhofa a aleją Ireny Sendlerowej, nazwę plac Bohaterów Getta Warszawskiego.

## Inne informacje

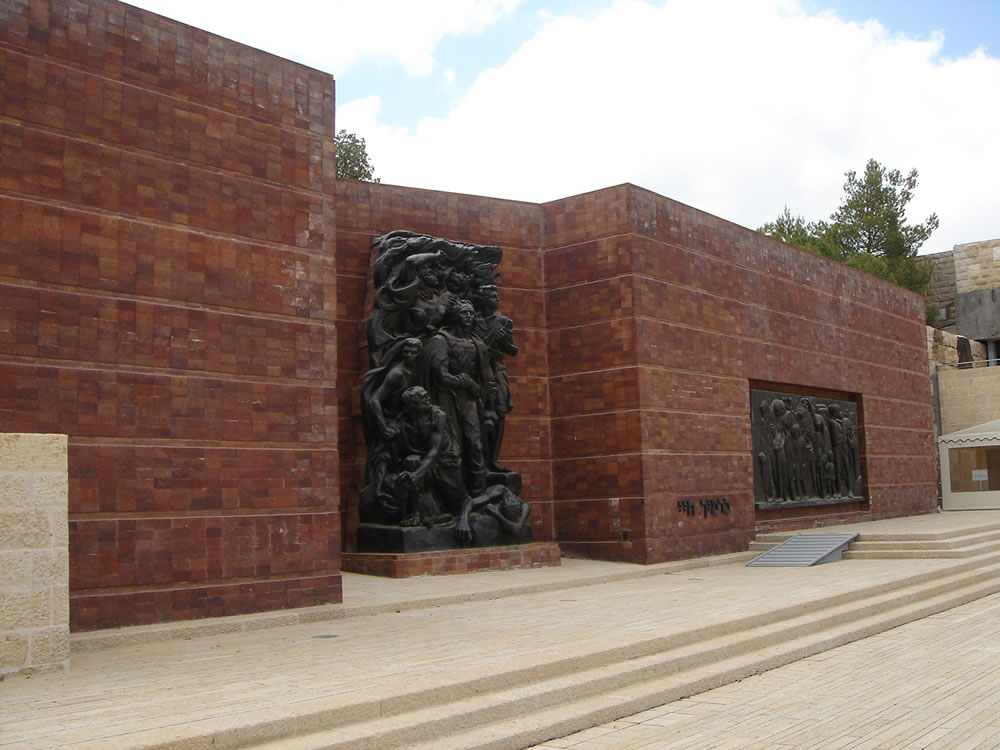
Kopia warszawskiego monumentu w Instytucie Jad Waszem w Jerozolimie

- Kopia pomnika znajduje się w Instytucie Pamięci Męczenników i Bohaterów Holocaustu Jad Waszem w Jerozolimie. Ma on jednak inną oprawę architektoniczną − na prośbę Natana Rapaporta obydwie płaskorzeźby, Walka oraz Pochód na zagładę, zostały zestawione obok siebie[12].